# Максина, Ольга Ивановна
Ольга Ивановна Максина (1903, Москва, Российская империя — 10 мая 1938 года, Куйбышев, РСФСР, СССР) — советский государственный, партийный и общественный деятель. Председатель Центрального Совета Всесоюзной пионерской организации имени В. И. Ленина (1926—1927).

## Биография
Родилась в 1903 году в Москве в семье мастера шелкопрядильного производства (умер в 1932 году), мать — домохозяйка.
С 1911 по 1919 годы — училась в гимназии, окончила только 5 классов (полный курс не окончила), 2 года училась в советской трудовой школе 2-й ступени.
В октябре 1919 года — вступила в РКП(б) во время «Партийной недели» в Замоскворецком районе Москвы, номер партбилета образца 1936 года — 0190095.
С мая по сентябрь 1919 года — контролёр жилищного отдела Замоскворецкого районного Совета.
В 1919 году — окончила курсы «красных санитарок» в Москве, и с 1919 по 1920 годы — на Южном фронте, «красная медсестра» в прифронтовом эвакопункте при эпидемиях тифа и холеры, Белгород.
В сентябре 1920 года — заболела тифом и была отпущена в отпуск в Москву, с ноября 1920 года — медсестра в Виленском коммунистическом госпитале, в сентябре 1921 года — демобилизована из РККА, командирована Бауманским райкомом РКП(б) на учёбу.
С сентября 1921 по июль 1922 года — учёба в Московской 9-месячной губернской совпартшколе.
С сентября 1922 по март 1924 года — секретарь комсомольских ячеек в Орехово-Зуевском уезде: на Городищенской мануфактуре, на Рошальском заводе, на Дулевской фабрике.
С 1922 по 1923 годы — депутат Моссовета.
С марта по октябрь 1924 года — секретарь Орехово-Зуевского укома РЛКСМ.
С октября 1924 года по июль 1925 года — редактор газеты «Молодой ленинец» (орган ЦК РЛКСМ) (сейчас это газета «Московский комсомолец») и одновременно редактор журнала «Молодой большевик», Москва.
С 1924 по 1925 годы — кандидат в члены Московского губисполкома.
С июля 1925 по апрель 1926 года — председатель Московского Бюро Юных пионеров РЛКСМ, с апреля 1926 по июль 1927 года — председатель Центрального Бюро Юных пионеров ЦК ВЛКСМ, участвовала в работе Европейского совещания работников детского коммунистического движения (Берлин, Германия).
С 1927 по 1932 годы — учёба в Аграрном Институте Красной Профессуры при ЦИК СССР, Москва, окончила.
В марте 1930 года — ушла в декретный отпуск.
С 20 декабря 1931 по март 1933 — заведующая учебной частью Аграрного Института Красной Профессуры.
С февраля 1933 по март 1935 года — ответственный инструктор Политуправления Наркомата зерновых и животноводческих совхозов СССР в Москве.
В марте 1935 года — командирована ЦК ВКП(б) на работу в Куйбышевский край.
С апреля по август 1935 — ответственный редактор краевой «Колхозной газеты», Куйбышев, 31 марта 1935 года — утверждена в должности бюро Куйбышевского крайкома ВКП(б), после ликвидации «Колхозной газеты» направлена на партийную работу.
С 15 ноября 1935 по 21 февраля 1937 года — заместитель заведующего, с 21 февраля по 29 апреля 1937 года — заведующая Отделом печати и издательств Куйбышевского обкома ВКП(б).
С 9 мая 1937 года — заведующая учебной частью Куйбышевского областного института журналистики (дата утверждения в должности бюро Куйбышевского ОК ВКП(б)).
С 11 по 16 февраля 1937 года — делегат 6-й Куйбышевской городской партконференции.

## Репрессии и реабилитация
25, 26 июня 1937 года — на заседании первичной парторганизации Куйбышевского ОК ВКП(б) был объявлен «строгий выговор» за то, что скрыла при назначении заведующей отделом обкома тот факт, что до 1926 года была женой Е. Цетлина, поддерживала связи со Слепковым, Астровым, Ломинадзе, учась в ИКП в 1928 году, входила в группу так называемого «меньшинства».
31 июля 1937 года — исключена из партии бюро Ленинского райкома ВКП(б) города Куйбышева, 7 августа 1937 года — бюро Куйбышевского горкома ВКП(б) при рассмотрении «дела Максиной» принято решение подтвердить исключение из партии «ввиду того, что все факты подтвердились».
21 августа 1937 года — арестована, 3 февраля 1938 года — фигурирует в «Сталинском списке» от 3 февраля 1938 года по Куйбышевской области, категория 1 (расстрел). Завизировали список Сталин, Молотов, Каганович, Ворошилов.
10 мая 1938 года — приговорена к расстрелу выездной сессией ВК ВС СССР в Куйбышеве (в составе большой группы куйбышевских работников), в тот же день приговор приведён в исполнение.
18 февраля 1956 года — реабилитирована определением ВК ВС СССР, уголовное дело отменено за отсутствием состава преступления.

### Семья
- муж до 1926 года — Е. Цетлин (1898—1937)
- муж на 1937 год — Перминов Алексей Адрианович (1901—1938), в 1937 году — председатель Куйбышевского облплана[3].